# Eugen Goffriller
Eugen Goffriller (* 3. Dezember 1899 in Bozen, Österreich-Ungarn; † 20. Mai 1974 in Henndorf am Wallersee) war ein österreichischer Opernsänger (Tenor), Schauspieler und „Jedermann“-Rufer.

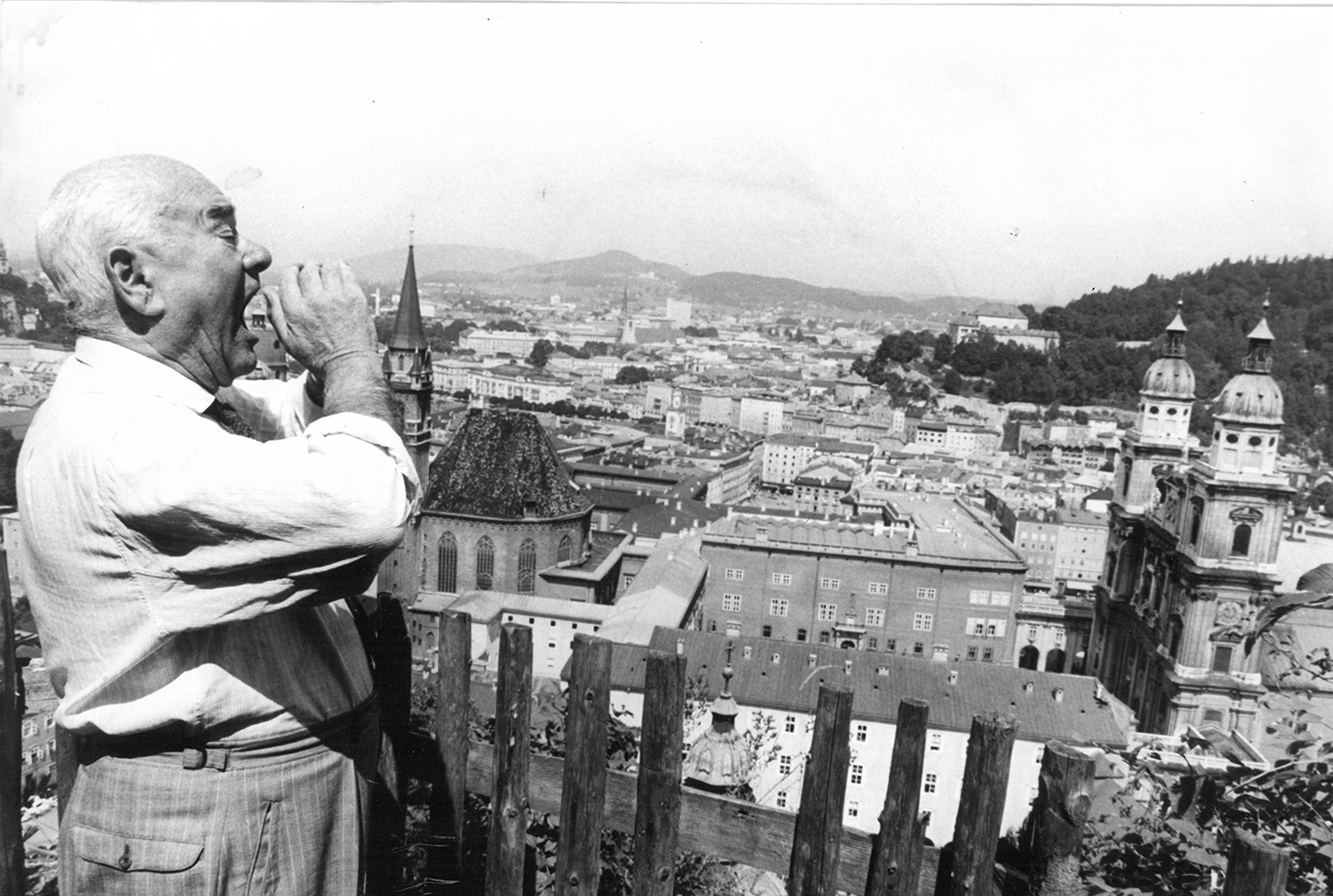
Eugen Goffriller ruft „Jedermann“; Salzburg, 1970

## Leben
Eugen Goffriller entstammte einer Familie mit Wurzeln in Südtirol und im Trentino. Seine Großeltern Valentin Eugen Goffriller und Maria Wild hatten im Jänner 1873 in Salzburg geheiratet. Maria Wild, 1850 auf Schloss Rosenberg an der Moldau geboren, wohnte bis dahin mit ihrer Mutter in Salzburg-Mülln. Valentin Eugen wurde 1847 in Spormaggiore, Trentino geboren und dürfte der erste Goffriller in Salzburg gewesen sein. Der erste Sohn Angelus kam 1873 in Salzburg zur Welt, war Baumeister und Architekt und lebte mit seiner großen Familie abwechselnd im Trentino, in Salzburg und in Bozen, der Heimat seiner Frau Emma Koss (* 1880).
In diese Familie wurde 1899 Eugen Albert Goffriller als erstes von zehn Kindern geboren. Wie sich aus den Geburtsanzeigen der ersten sieben Kinder ergibt, lebte die Familie bis 1914 in Bozen, wo Eugen Goffriller das Kgl. Reform-Gymnasium-Lyceum besuchte. Von 1916 bis März 1917 war er Schüler der Staatsgewerbeschule in Innsbruck, von dort wurde er zum Kriegsdienst eingezogen. Er setzte den Schulbesuch von 1920 bis 1921 fort und er wurde Mitglied des Innsbrucker Theater-Vereins.
1921 übersiedelte Eugen Goffriller zu seiner Familie nach Salzburg: er arbeitete als Zeichner bei der Telegraphen-Linien-Sektion Salzburg, 1923/24 als Techniker bei den Konitzerwerken.
1924 wechselte Eugen Goffriller den Beruf und studierte Sologesang am Mozarteum bei Kammersänger Karl Groß. 1929 heiratete er seine Jugendliebe Paula Wegleitner und hatte mit ihr einen Sohn, Eugen Hans Goffriller.
Eugen Goffriller sang auf verschiedenen deutschen und österreichischen Bühnen, war Ensemblemitglied des Salzburger Landestheaters und wirkte mehr als fünf Jahrzehnte als „Jedermann“-Rufer bei den Salzburger Festspielen mit.
1970 wirkte er in der Filmkomödie Komm nach Wien, ich zeig dir was! mit.

## Engagements
Kleinere Rollen spielte Eugen Goffriller bereits am Innsbrucker Theater-Verein, er sang ab 1926 in St. Pölten und in Wien: 1928 sah man ihn am Wiener Stadttheater bei den Schubert-Festspielen in Das Dreimäderlhaus (mit Alfred Piccaver, Hans Hawel und Felix Dombrowsky).

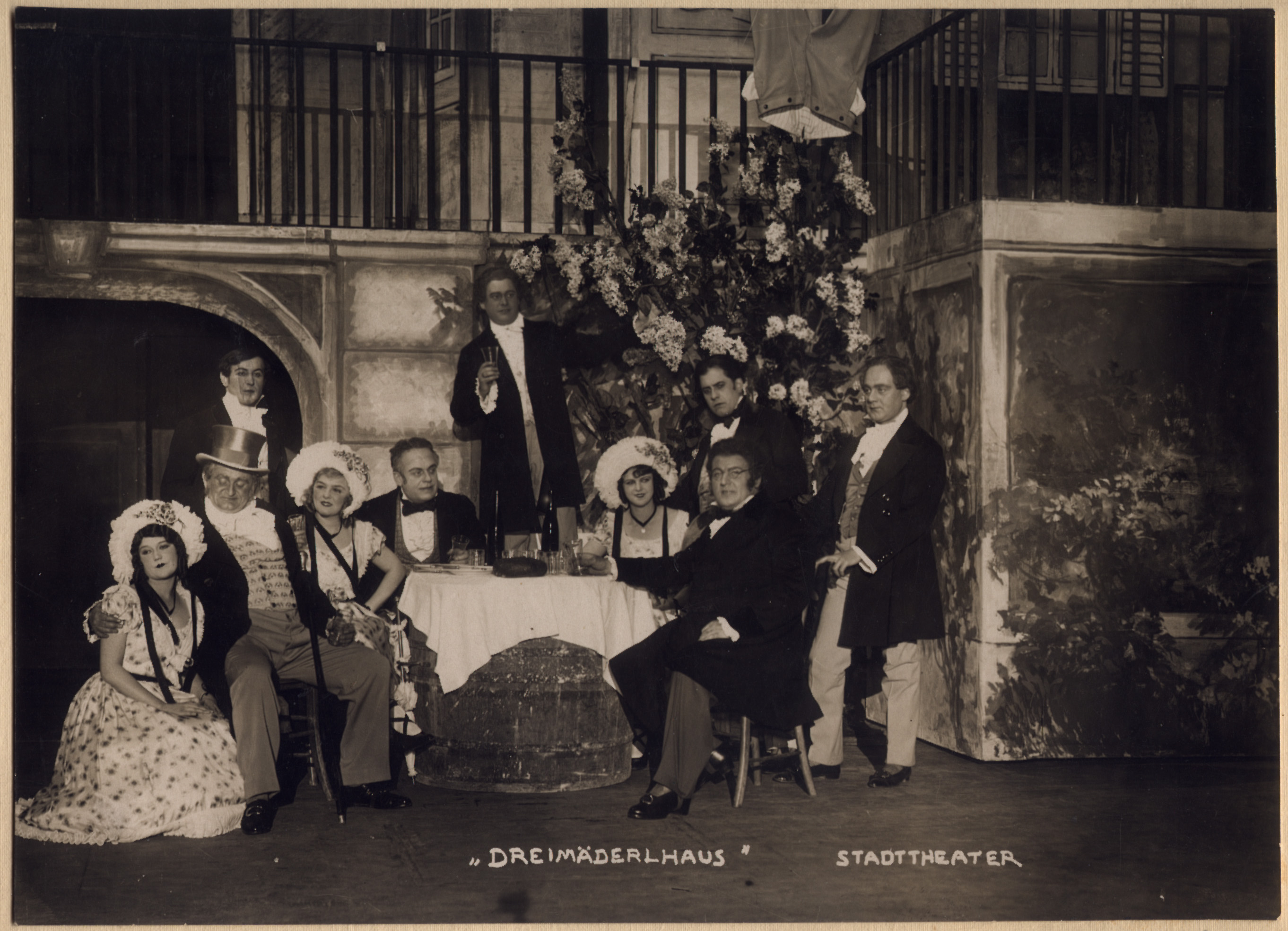
Das Dreimäderlhaus, stehend in der Mitte: Eugen Goffriller. Bühnenfoto Stadttheater Wien, 1928

Das erste Engagement erhielt Eugen Goffriller am St. Pöltner Stadttheater, wo er 1928 als Erster Tenor angestellt wurde. Im Herbst desselben Jahres zog er weiter ans Deutsche Theater in Prag und nach Gablonz. Seine lyrische Tenorstimme brachte ihn als Cavaradossi (Tosca), Herzog von Mantua (Rigoletto), Rodrigo (Otello), als Dr. Otto Siedler (Im weißen Rößl) und weiteren Partien an die Opernhäuser von Graz, Bielefeld, Bad Oeynhausen, Hagen und an das Mecklenburgische Staatstheater Schwerin. 

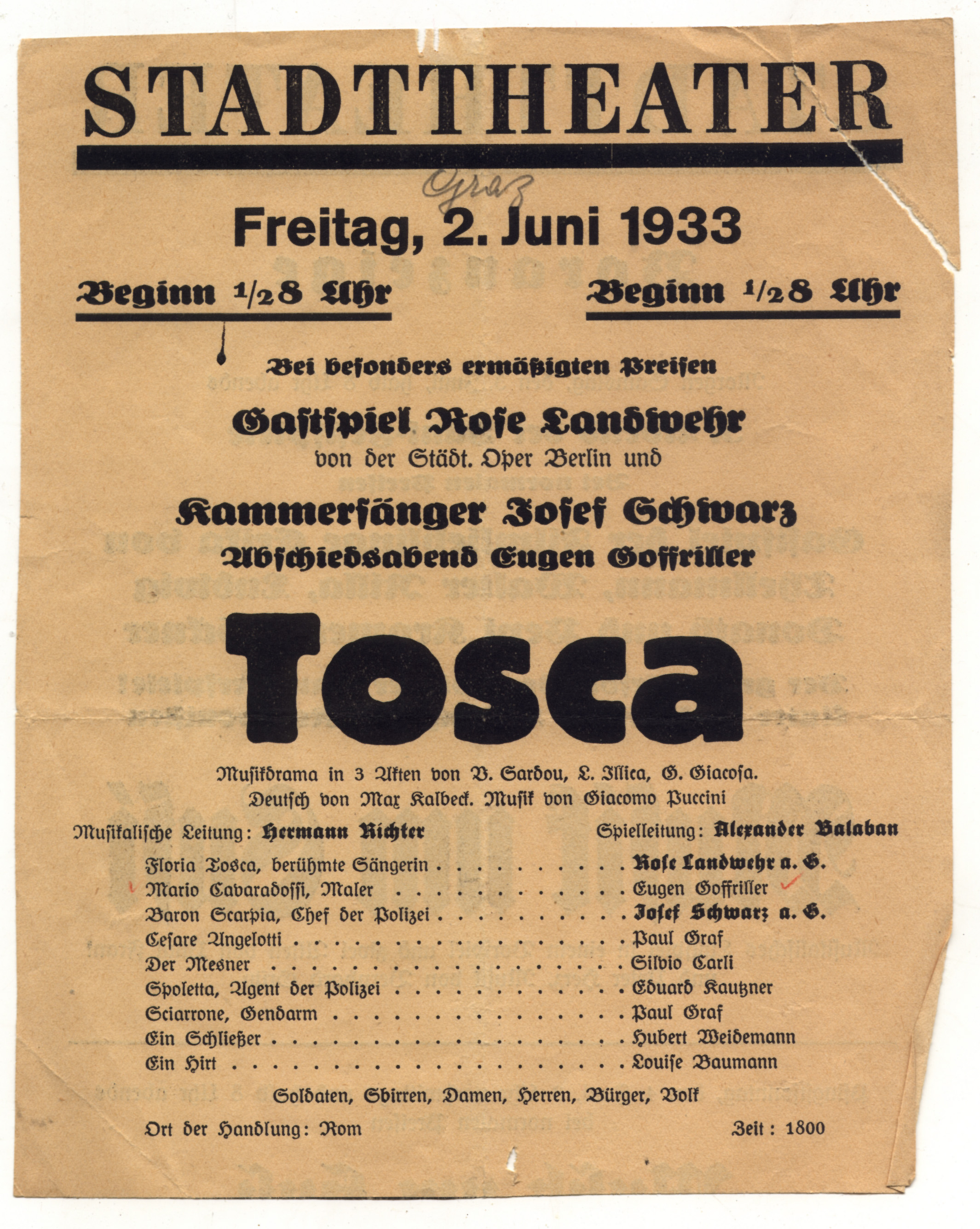
Theaterzettel Stadttheater Graz, Tosca, 2. Juni 1933 Abschiedsabend Eugen Goffriller

- 1926–1927 St. Pölten, Stadttheater
- 1927–1928 Wien, Volksoper
- 1928–1931 Prag, Deutsches Theater und Stadttheater Gablonz
- 1931–1933 Graz, Oper
- 1933–1936 Bielefeld, Theater, Hagen, Städtisches Schauspielhaus
- 1938–1939 Schwerin, Mecklenburgisches Staatstheater
- 1947–1964 Salzburg, Landestheater

## Jedermann
Von Beginn der Festspiele an, unter der Regie Max Reinhardts, war Eugen Goffriller „Jedermann“-Rufer. Für den schaurigen Ruf, der wie aus dem Jenseits erklingen soll, eignete sich die kräftige Stimme sehr gut. Eugen Goffriller hat von 1920 bis zu seinem Tod diese Rolle wahrgenommen – 53 Spielzeiten lang war er der Rufer von ganz oben. Dazu bezog er Position auf der „Katz“, einer natürlichen Plattform auf halber Höhe am Festungsberg. Über diese Tätigkeit sprach Eugen Goffriller zum 50-jährigen Bestehen der Salzburger Festspiele in mehreren Interviews.